# 179
سنة 179 م (بالأرقام الرومانية: CLXXIX) كانت سنة بسيطة تبدأ يوم الخميس (الرابط يظهر نموذج الجدول الزمني الكامل للسنة) من التقويم اليولياني. بدأت تسمية السنة ب179 منذ العصور الوسطى المبكرة، عندما أصبح تقويم أنو دوميني هو الأسلوب السائد في أوروبا لتسمية السنوات.

## أحداث

### حسب المنطقة

#### الامبراطورية الرومانية
- المعسكر الروماني (محصن بنهر ريجين)الذي تم بناءه في ريغنسبورغ،على الضفة اليمنى لنهر الدانوب في ألمانيا.
- الفيلق الروماني ينقش على قلعة ترنتشين (سلوفاكيا)اسم المدينة، جاعلاً الجزء الشمالي تحت سيطرة الرومان في هذا الطرف من أوروبا.

## مواليد
- سيما يي،جنرال صينيّ، مخطط وسياسي لمملكة واي.